# Зала слави легкої атлетики США
Зала слави легкої атлетики США — заснований 1974 року почесний перелік американських спортсменів, тренерів та інших видатних осіб, які зробили значний внесок до розвитку легкої атлетики у США та підняття і зміцнення її престижу на міжнародній арені.
Перелік осіб, які включаються до зали слави, формується Легкоатлетичною асоціацією США на підставі наперед встановлених критеріїв.
Зала слави існує і як віртуальний проєкт, інформацію в межах якого можна переглянути на вебсайті Легкоатлетичної асоціації США, і як частина музею, який розташований у Нью-Йорку і яким опікується Фундація «Арморі».

## Критерії включення
На сьогодні номінанти включаються до Зали слави за однією з трьох категорій: «Спортсмен» (англ. Athlete), «Тренер» (англ. Coach) та «Діяч» (англ. Contributor).
За історію існування окремі особи включались до Зали слави і в інших категоріях: «Адміністратор» (англ. Administrator), «Журналіст» (англ. Journalist), «Директор змагань» (англ. Event Director), «Посадовець» (англ. Official).

### Спортсмени
У категорії «Спортсмен» можуть бути номіновані легкоатлети чи легкоатлетки, які були або є:
- рекордсменами світу; або
- рекордсменами США; або
- чемпіонами світу; або
- олімпійськими чемпіонами; або
- володарями найкращих результатів у світі у певній дисципліні протягом принаймні трьох років; або
- переможцями принаймні чотирьох чемпіонатів США; або
- володярями інших видатних здобутків на національній або міжнародній арені.

Спортсмени зі здобутками вище можуть бути номіновані або якщо досягають 40 років, або зі спливом трьох років після завершення змагальної кар'єри (допускається, що спортсмен може продовжити брати участь у змаганнях ветеранської легкої атлетики).

### Тренери
У категорії «Тренер» особи можуть бути номіновані за наступними критеріями:
- видатні здобутки у тренуванні чемпіонів будь-яких вікових категорій; та
- непересічні перемоги вихованців або інші видатні здобутки; та
- якщо тривалість тренерської діяльності становить більше 20 років.

Тренери зі здобуткам вище можуть бути номіновані за умови спливу принаймні одного року після припинення ними активної тренерської роботи, крім випадків, коли їх тренерська діяльність на момент номінування триває 35 років або більше.

### Діячі
У категорії «Діяч» особи можуть бути номіновані за наступними критеріями:
- служіння легкоатлетичному співтовариству з особливою відзнакою як мінімум упродовж 20 років; або
- інші видатні здобутки.

## Порядок включення
Обрання нових членів Зали слави відбувається щорічно за процедурою, що триває з лютого по вересень. Будь-яка особа може рекомендувати свого номінанта, заповнивши заяву за встановленою формою та надіславши її до скринінгового комітету Зали Слави (англ. Hall of Fame Screening Committee), який перевіряє отримані заяви. За результатами перевірки комітет формує пул кандидатів у члени Зали слави та виносить їх на голосування експертів, які включають (і) чинних членів Зали слави; (іі) членів комітетів Зали слави; та (ііі) обраних членів Асоціації легкоатлетичних журналістів США (англ. Track and Field Writers of America).
Щовересня проходить урочиста церемонія включення обраних членів до Зали слави. Кожен обраний член (або у разі смерті — його найближчий член родини) запрошується на церемонію, на якій спортсмену (члену його родини) вручається пам'ятка табличка, перстень Зали слави, надається можливість виступити перед присутніми з короткою промовою та залишити для музею Зали слави сувенір або якийся пам'тний предмет на свій розсуд.
2020 року обрання нових членів Зали слави не здійснювалось через обмеження, пов'язані з пандемією коронавірусної хвороби.

## Члени

### Спортсмени
- 2021: Майкл Марш, Терренс Треммелл, Максі Лонг, Кеті Мак-Міллан[en]
- 2019: Сандра Фармер-Патрік[en], Стів Льюїс, Джон Пауелл[en]
- 2018: Кеті Гаммонд[en], Двайт Філліпс
- 2017: Лерой Баррелл, Браян Клей, Лінді Реміджино, Патті ван Волвеларе[en]
- 2016: Конні Прайс-Сміт[en], Батч Рейнольдс, Бадді Еделен[en], Ел Феєрбах[en]
- 2015: Голліс Конвей[en], Ральф Манн[en], Аллен Джонсон, Ел Блозіс[en], Джек Торранс[en]
- 2014: Ленс Діл[en], Стейсі Драгіла, Томас Берк, Патрік Раян
- 2013: Джон Годіна, Кенні Гаррісон, Елеанор Монтгомері[en], Стів Вільямс[en]
- 2012: Чарльз Остін, Кім Баттен, Артур Даффі[en], Патрік Макдональд
- 2011: Кларенс Демар[en], Ґейл Діверс, Моріс Грін, Вінсент Метьюз, Крейг Верджин[en]
- 2010: Джерл Майлз Кларк, Дайрол Берлесон[en], Рой Кокрен, Ральф Крейґ
- 2009: Джоетта Кларк Діггс[en], Андре Філліпс, Віллі Стіл, Ренді Вільямс
- 2008: Дон Бауден[en], Білл Карр, Джонні Грей[en], Бернард Веферс[en]
- 2007: Джейн Фредерік[en], Гленн Морріс, Келвін Сміт, Джордж Вудс[en]
- 2006: Рекс Коулі, Бен Істман[en], Лінн Дженнінгс, Метью Джон Мак-Грат, Білл Нідер, Ден О'Браєн, Кевін Янг
- 2005: Ерлін Браун[en], Джім Фукс[en], Роджер Кінгдом, Майк Пауелл, Вес Санті[en], Фред Волкотт[en]
- 2004: Майк Конлі, Джек Девіс[en], Отіс Девіс, Майкл Джонсон, Джекі Джойнер-Керсі, Джеррі Ліндгрен[en], Джон Пеннел[en], Джоан Бенуа
- 2003: Джон Карлос, Ларрі Джеймс, Майк Ларрабі, Мері Декер
- 2002: Ерл Белл, Стів Скотт[en], Гвен Торренс, Ларрі Янг[en]
- 2001: Карл Льюїс, Генрі Марш[en], Ларрі Майрікс, Альберто Саласар[en]
- 2000: Джон Борікан (англ. John Borican), Чандра Чізборо, Білл Деллінджер, Маєр Прінштейн, Арні Робінсон, Марен Зайдлер[en], Морган Тейлор
- 1999: Віллі Бенкс[en], Чарльз Мур, Білл Роджерс[en]
- 1998: Грег Фостер, Франсі Лар'є Сміт[en], Джей Сільвестер[en], Двайт Стоунс[en]
- 1997: Евелін Ешфорд, Генрі Карр, Генрі Ласкау[en], Ренальдо Нехемія[en]
- 1996: Дон Брегг, Даллас Лонг, Джо Маккласкі[en], Ерл Мідоус, Волтер Тьюксбері
- 1995: Валері Бріско-Гукс, Флоренс Гріффіт-Джойнер, Дон Леш[en], Марті Лікворі[en], Луїза Ріттер
- 1994: Ліліан Коупленд, Корнеліус Джонсон, Едвін Мозес, Кейт Шмідт[en]
- 1993: Род Мілберн, Джин Шилі, Мак Вілкінс
- 1992: Чарльз Грін, Чарльз Дженкінс, Арчі Вільямс
- 1991: Роксі Аткінс[en], Еллері Кларк, Боб Шуль
- 1990: Джім Бітті[en], Доріс Браун Герітедж[en], Чарльз Думас, Рік Вольгутер[en]
- 1989: Мілт Кемпбелл, Нелл Джексон[en], Френк Шортер
- 1988: Грег Белл, Барбара Феррелл, Евелін Голл[en], Мартін Шерідан
- 1987: Бад Гелд[en], Юлас Пікок[en], Марта Ватсон[en]
- 1986: Барні Юелл, Рон Лейрд[en], Боб Сігрен
- 1985: Абель Ківіат[en], Мел Паттон, Джон Томас[en]
- 1984: Гарольд Конноллі, Медлін Меннінг, Ренді Метсон
- 1983: Лі Еванс, Арчі Ган, Мілдред Мак-Деніел[en]
- 1982: Віллі Девенпорт, Тед Мередіт, Едді Толен, Дейв Воттл
- 1981: Персі Беард[en], Дік Фосбері, Дейв Сайм[en], Віллі Вайт[en], Фред Вілт[en], Джордж Янг[en]
- 1980: Дейв Олбріттон[en], Брюс Дженнер, Джонні Келлі[en], Джім Раян[en], Вайомія Таєс
- 1979: Джим Бауш, Форчун Гордьєн[en], Джим Гайнс, Бад Гаузер, Дегарт Габбард, Едіт Макгвайр
- 1978: Том Кортні, Гленн Гардін, Томмі Сміт, Джон Вудрафф
- 1977: Боб Бімон, Грег Райс[en], Бетті Робінсон, Джексон Шольц, Енді Стенфілд, Ерл Томсон, Френк Вікофф
- 1976: Ді Бекманн[en], Кен Догерті[en], Мей Феггс, Боб Гейс, Гаррі Гіллман, Гейс Джонс, Біллі Міллс, Чарлі Педдок, Стів Префонтейн, Джої Рей[en], Ральф Роуз, Мел Шепард, Форрест Таунс
- 1975: Горас Ашенфельтер, Еліс Коучмен, Джон Фленаган, Ральф Меткалф, Боббі Морроу, Роберт Річардс, Хелен Стівенс, Джим Торп, Білл Тумі, Станіслава Валасевич
- 1974: Ральф Бостон, Лі Калгун, Гленн Каннінгем[en], Гленн Девіс, Гарольд Девіс[en], Бейб Захаріас, Гаррісон Діллард, Рей Юрі, Брутус Гамільтон[en], Рейфер Джонсон, Елвін Кренцлейн, Боб Матіас, Лон Маєрс[en], Перрі О'Браєн, Ел Ортер, Гарольд Осборн, Джессі Оуенс, Вілма Рудолф, Роберт Сімпсон[en], Лес Стірс[en], Корнеліус Вармердам, Мел Вітфілд

### Тренери
- 2019: Фред Томпсон[en]
- 2017: Білл Сквайрс[en]
- 2015: Гаррі Гілл (англ. Harry Gill)
- 2013: Боб Ларсен[en]
- 2011: Боб Тіммонс (англ. Bob Timmons)
- 2009: Кен Форман (англ. Ken Foreman)
- 2008: Джіммі Карнс[en]
- 2007: Елвін Дрейк[en]
- 2005: Джон Мак-Доннелл[en]
- 2004: Стен Гантсмен[en]
- 1999: Ларрі Елліс (англ. Larry Ellis)
- 1996: Верн Вольф (англ. Vern Wolfe), Клівленд Абботт[en]
- 1995: Мел Роузен[en]
- 1993: Стен Райт[en]
- 1992: Сем Белл (англ. Sam Bell), Джесс Мортенсен[en]
- 1989: Ед Темпл[en]
- 1988: Джон Френсіс Моуклі[en]
- 1987: Джім Буш[en]
- 1985: Ллойд Вінтер[en]
- 1984: Джо Янсі (англ. Joe Yancey)
- 1983: Том Боттс (англ. Tom Botts), Лерой Вокер (англ. LeRoy Walker)
- 1982: Вімі Баскін (англ. Weemie Baskin), Ральф Гіггінс (англ. Ralph Higgins), Пейтон Джордан[en]
- 1981: Білл Бауерман[en], Джамбо Елліотт[en], Клайд Літтлфілд[en]
- 1979: Ворд Гейлетт[en]
- 1978: Боб Гігенгак (англ. Bob Giegengack), Ларрі Снайдер[en]
- 1977: Томас Джонс (англ. Thomas Jones)
- 1976: Біллі Гейс (англ. Billy Hayes), Дінк Темплтон[en]
- 1975: Міллард Істон (англ. Millard Easton), Тед Гейдон[en], Едвард Герт[en], Вілбур Гатселл (англ. Wilbur Hutsell)
- 1974: Дін Кромвелл[en], Майк Мерфі[en]

### Діячі
- 2021: Скотт Девіс[en]
- 2018: Роберт Герш[en]
- 2016: Френк Зарновські[en]
- 2014: Тед Корбітт[en]
- 2012: Фред Шмерц[en], Говард Шмерц[en]
- 2006: Оллан Касселл
- 2004: Еві Денніс[en]
- 1991: Берт Нельсон[en]
- 1988: Корднер Нельсон[en]
- 1979: Вільям Кертіс (англ. William Curtis)

### Адміністратори
- 1979: Джон Гріффіт (англ. John Griffith)
- 1977: Джеймс Салліван[en]
- 1974: Ейвері Брандейдж[en], Ден Ферріс (англ. Dan Ferris)

### Журналісти
- 2010: Джеймс Данавей (англ. James Dunaway)
- 1981: Джессі Абрамсон (англ. Jesse Abramson)

### Директори змагань
- 1994: Фред Лебов[en]
- 1988: Том Мур[en]

### Посадовці
- 1986: Енді Бакджіан[en]